# Anthemis tigrensis
Anthemis tigrensis là một loài thực vật có hoa trong họ Cúc. Loài này được J.Gay ex A.Rich. mô tả khoa học đầu tiên năm 1848.